# SK Slovácká Viktoria Bojkovice
Sportovní klub Slovácká Viktoria Bojkovice je český fotbalový klub sídlící v městě Bojkovice, hrající od sezóny 2012/13 I. A třídu Zlínského kraje – sk. B. Klub byl založen v roce 1933 pod názvem Slovácká Viktoria Bojkovice.

## Historie
Zdroj: 

### Začátky kopané
První zmínky o kopané v Bojkovicích jsou známy z roku 1919, kdy studenti a mládež hrávali mezi sebou. První zápas se odehrál v roce 1923, kdy studenti sehráli přátelský zápas se studenty z Uherského Brodu.
Organizovaná kopaná má začátky v roce 1930, ale až 23. 4. 1933 se uskutečnila ustavující schůze, která odsouhlasila název Slovácká Viktoria. Mezi hlavními postavami, které se podílely na organizaci fotbalu na Bojkovicku, jsou MUDr. Josef Tillich, prof. Jan Hruška, MUDr. Mořic Büchler, Ing. Antonín Kempný a mnozí další.

### Válečné období a 50. léta 20. století
V období druhé světové války v Bojkovicích fungovala zbrojovka, díky které mnoho hráčů (i těch ligových) nemuselo do Německa. Mezi nimi i Alfréd Knesche, Bohdan Hotovec či František Smaženka. V tomto období klub prošel změnou názvu na SK Zbrojovka Bojkovice, tento název však nezůstal dlouho a po válce byl změněn na ZSK (závodní sportovní klub) Bojkovice.
V roce 1955 dochází k přestavbě hřiště, budují se nové šatny, sociální zařízení a vzniká tedy útulný stánek, avšak se škvárovou plochou.

### 60. léta 20. století
V šedesátých letech dochází k dalšímu přejmenování klubu na TJ Spartak Bojkovice. V tomto období se střídaly horší sezóny s těmi lepšími. Za zmínku stojí přátelské utkání proti týmu DRNIČ Šibenik, hrající 2. jugoslávskou ligu. Od tohoto týmu dostaly po zápasu Bojkovští fotbalisté darem dresy a v následných zápasech se od fanoušků ozývalo „Drnkič do toho!“.

### 70. léta 20. století
V roce 1973 dochází k další změně názvu na TJ Zeveta Bojkovice.

### 80. léta 20. století
Na počátku 80. let vznikl projekt na rekonstrukci hřiště, kdy došlo k výměně škváry za trávu. Během rekonstrukce odehrála svá utkání mužstva TJ Zevety Bojkovice v nedalekých Přečkovicích. V roce 1984 bylo oficiálně otevřeno nově zrekonstruované hřiště, přátelským utkáním proti internacionálům Jednoty Trenčín. Později začaly přípravné práce pro vybudování nové kryté tribuny a také protilehlé tribuny.

### 90. léta 20. století
V roce 1991 byla dobudována krytá tribuna pro 250 diváků. V jejích útrobách byly šatny pro hráče, rozhodčí, sociální zařízení jak pro hráče, tak i pro diváky, rozhlasová a konferenční místnost. V roce 1992 nastává poslední změna názvu na Sportovní klub Slovácká Viktoria Bojkovice. Hlavním sponzorem se od tohoto roku stává firma SKD s. r. o., která je hlavním sponzorem dodnes.
Rok 1993 se stal jedním z nejúspěšnějších roků v historii, jelikož tým postoupil do župního přeboru (dnes Krajský přebor) převážně s vlastními odchovanci. Tohoto úspěchu se dosáhlo díky systematické práci trenérů mládeže, především Lubomíru Valtrovi a Jaroslavu Svobodovi. V roce 1994 bylo největším dárkem pro fotbalisty rozhodnutí o stavbě nové sportovní haly, ve které by mohli probíhat zimní přípravy. Hala byla o dva roky později dostavěna.
Koncem 90. let se klub potýkal s finančními problémy, po podzimu 1998 odstoupil ze Středomoravského župního přeboru a od sezony 1999/00 hrál v I. A třídě.

### 21. století
V roce 2001 se v Bojkovicích uskutečnila nejnáročnější organizátorská akce v historii, když se 22. 6. 2001 uskutečnil na Bojkovickém stadionu zápas v rámci amatérského mistrovství Evropy mezi týmy Portugalska a Chorvatska. V tento den sledovalo 600 bojkovických diváků špičkovou úroveň mezinárodního fotbalu.
Dobrá organizační činnost přinesla další mezinárodní utkání na Bojkovický stadion, a to utkání reprezentací do 16 let mezi Českou republikou a Slovenskem. Od tohoto roku až do nynějších dob se projevila výborná práce z mládeží, kdy přípravky, žáci i dorost končí vždy v popředí tabulek. Díky těmto dobrým výkonům odchází mnoho hráčů do vyhlášené fotbalové akademie 1. FC Synot (později 1. FC Slovácko) a i mužský tým čerpá z odchovanců, kteří prošli našimi mládežnickými týmy.
8. října 2013 byl slavnostně otevřen nově zrekonstruovaný trávník fotbalového stadionu. Rekonstrukce byla uskutečněna díky vlastním finančním prostředkům a také daru města Bojkovice. Jako první se na hřišti proběhli domácí hráči, kteří se utkali s prvoligovým týmem 1. FC Slovácko z nedalekého Uherského Hradiště. Domácí hráči sice prohráli 1:20, ale bojkovický fotbal přišlo podpořit více než 500 fanoušků, kteří mohli vidět ukázku nejlepšího fotbalového umění v naší zemi.
V sezóně 2014/15 hrál mužský tým SK SV Bojkovice I.A třídu Zlínského kraje, skupinu B. Zde skončil na 6. místě a tak tuto soutěž hraje i v další sezóně.

## Historické názvy
Zdroj: 
- 1933 – Slovácká Viktoria Bojkovice
- 1939 – SK Zbrojovka Bojkovice (Sportovní klub Zbrojovka Bojkovice)
- 1945 – ZSK Bojkovice (Závodní sportovní klub Bojkovice)
- 1960 – TJ Spartak Bojkovice (Tělovýchovná jednota Spartak Bojkovice)
- 1973 – TJ Zeveta Bojkovice (Tělovýchovná jednota Zeveta Bojkovice)
- 1992 – SK Slovácká Viktoria Bojkovice (Sportovní klub Slovácká Viktoria Bojkovice)
- 2016 – SK Slovácká Viktoria Bojkovice, z. s. (Sportovní klub Slovácká Viktoria Bojkovice, zapsaný spolek)

## Umístění v jednotlivých sezonách
Legenda: Z – zápasy, V – výhry, R – remízy, P – porážky, VG – vstřelené góly, OG – obdržené góly, +/− – rozdíl skóre, B – body, červené podbarvení – sestup, zelené podbarvení – postup, fialové podbarvení – reorganizace, změna skupiny či soutěže
| Československo (1953 – 1993) |                                         |        |                                                               |                                                               |                                                               |                                                               |                                                               |                                                               |                                                               |                                                               |                                                               |                                                               |                                                               |
| Sezóny                       | Liga                                    | Úroveň | Z                                                             | V                                                             | R                                                             | P                                                             | VG                                                            | OG                                                            | +/−                                                           | B                                                             | Pozice                                                        |                                                               |                                                               |
| 1953                         | Mistrovství II. třídy – sk. jih         | 4      | 18                                                            | 8                                                             | 2                                                             | 8                                                             | 55                                                            | 49                                                            | +6                                                            | 18                                                            | 5.                                                            |                                                               |                                                               |
| ...                          |                                         |        |                                                               |                                                               |                                                               |                                                               |                                                               |                                                               |                                                               |                                                               |                                                               |                                                               |                                                               |
| 1988/89                      | Okresní přebor Uherskohradišťska        | 8      | 26                                                            | 17                                                            | 2                                                             | 7                                                             | 57                                                            | 26                                                            | +31                                                           | 36                                                            | 1.                                                            |                                                               |                                                               |
| 1989/90                      | I. B třída Jihomoravského kraje – sk. D | 7      | 26                                                            | ...                                                           | ...                                                           | ...                                                           | ...                                                           | ...                                                           | ...                                                           |                                                               |                                                               |                                                               |                                                               |
| ...                          |                                         |        |                                                               |                                                               |                                                               |                                                               |                                                               |                                                               |                                                               |                                                               |                                                               |                                                               |                                                               |
| 1991/92                      | I. A třída Středomoravské župy – sk. B  | 6      | 26                                                            | 15                                                            | 3                                                             | 8                                                             | 57                                                            | 39                                                            | +18                                                           | 33                                                            | 2.                                                            |                                                               |                                                               |
| 1992/93                      | I. A třída Středomoravské župy – sk. B  | 6      | 26                                                            | 17                                                            | 6                                                             | 3                                                             | 57                                                            | 27                                                            | +30                                                           | 40                                                            | 1.                                                            |                                                               |                                                               |
| Česko (1993 – )              |                                         |        |                                                               |                                                               |                                                               |                                                               |                                                               |                                                               |                                                               |                                                               |                                                               |                                                               |                                                               |
| Sezóna                       | Liga                                    | Úroveň | Z                                                             | V                                                             | R                                                             | P                                                             | VG                                                            | OG                                                            | +/−                                                           | B                                                             | Pozice                                                        |                                                               |                                                               |
| 1993/94                      | Středomoravský župní přebor             | 5      | 30                                                            | 15                                                            | 5                                                             | 10                                                            | 56                                                            | 56                                                            | 0                                                             | 35                                                            | 5.                                                            |                                                               |                                                               |
| 1994/95                      | Středomoravský župní přebor             | 5      | 30                                                            | 12                                                            | 5                                                             | 13                                                            | 55                                                            | 54                                                            | +1                                                            | 41                                                            | 9.                                                            |                                                               |                                                               |
| 1995/96                      | Středomoravský župní přebor             | 5      | 30                                                            | 12                                                            | 6                                                             | 11                                                            | 54                                                            | 47                                                            | +7                                                            | 42                                                            | 10.                                                           |                                                               |                                                               |
| 1996/97                      | Středomoravský župní přebor             | 5      | 30                                                            | 8                                                             | 9                                                             | 13                                                            | 42                                                            | 53                                                            | −11                                                           | 33                                                            | 12.                                                           |                                                               |                                                               |
| 1997/98                      | Středomoravský župní přebor             | 5      | 30                                                            | 11                                                            | 7                                                             | 12                                                            | 58                                                            | 50                                                            | +8                                                            | 40                                                            | 8.                                                            |                                                               |                                                               |
| 1998/99                      | Středomoravský župní přebor             | 5      | Mužstvo po podzimu odstoupilo a jeho výsledky byly anulovány. | Mužstvo po podzimu odstoupilo a jeho výsledky byly anulovány. | Mužstvo po podzimu odstoupilo a jeho výsledky byly anulovány. | Mužstvo po podzimu odstoupilo a jeho výsledky byly anulovány. | Mužstvo po podzimu odstoupilo a jeho výsledky byly anulovány. | Mužstvo po podzimu odstoupilo a jeho výsledky byly anulovány. | Mužstvo po podzimu odstoupilo a jeho výsledky byly anulovány. | Mužstvo po podzimu odstoupilo a jeho výsledky byly anulovány. | Mužstvo po podzimu odstoupilo a jeho výsledky byly anulovány. | Mužstvo po podzimu odstoupilo a jeho výsledky byly anulovány. | Mužstvo po podzimu odstoupilo a jeho výsledky byly anulovány. |
| 1999/00                      | I. A třída Středomoravské župy – sk. B  | 6      | 26                                                            | ...                                                           | ...                                                           | ...                                                           | ...                                                           | ...                                                           | ...                                                           |                                                               |                                                               |                                                               |                                                               |
| 2000/01                      | I. A třída Středomoravské župy – sk. B  | 6      | 26                                                            | 9                                                             | 7                                                             | 10                                                            | 33                                                            | 40                                                            | −7                                                            | 34                                                            | 8.                                                            |                                                               |                                                               |
| 2001/02                      | I. A třída Středomoravské župy – sk. B  | 6      | 26                                                            | 10                                                            | 5                                                             | 11                                                            | 39                                                            | 47                                                            | −8                                                            | 35                                                            | 7.                                                            |                                                               |                                                               |
| 2002/03                      | I. A třída Zlínského kraje – sk. B      | 6      | 26                                                            | 9                                                             | 6                                                             | 11                                                            | 42                                                            | 50                                                            | −8                                                            | 33                                                            | 10.                                                           |                                                               |                                                               |
| 2003/04                      | I. A třída Zlínského kraje – sk. B      | 6      | 26                                                            | 7                                                             | 1                                                             | 18                                                            | 42                                                            | 73                                                            | −31                                                           | 22                                                            | 14.                                                           |                                                               |                                                               |
| 2004/05                      | I. B třída Zlínského kraje – sk. C      | 7      | 26                                                            | 11                                                            | 6                                                             | 9                                                             | 44                                                            | 47                                                            | −3                                                            | 39                                                            | 7.                                                            |                                                               |                                                               |
| 2005/06                      | I. B třída Zlínského kraje – sk. C      | 7      | 26                                                            | 9                                                             | 5                                                             | 12                                                            | 59                                                            | 56                                                            | +3                                                            | 32                                                            | 9.                                                            |                                                               |                                                               |
| 2006/07                      | I. B třída Zlínského kraje – sk. C      | 7      | 26                                                            | 12                                                            | 8                                                             | 6                                                             | 36                                                            | 22                                                            | +14                                                           | 44                                                            | 5.                                                            |                                                               |                                                               |
| 2007/08                      | I. B třída Zlínského kraje – sk. C      | 7      | 26                                                            | 13                                                            | 5                                                             | 8                                                             | 51                                                            | 37                                                            | +14                                                           | 44                                                            | 5.                                                            |                                                               |                                                               |
| 2008/09                      | I. B třída Zlínského kraje – sk. C      | 7      | 26                                                            | 9                                                             | 5                                                             | 12                                                            | 34                                                            | 43                                                            | −9                                                            | 32                                                            | 9.                                                            |                                                               |                                                               |
| 2009/10                      | I. B třída Zlínského kraje – sk. C      | 7      | 26                                                            | 9                                                             | 6                                                             | 11                                                            | 47                                                            | 41                                                            | +6                                                            | 33                                                            | 7.                                                            |                                                               |                                                               |
| 2010/11                      | I. B třída Zlínského kraje – sk. C      | 7      | 26                                                            | 15                                                            | 4                                                             | 7                                                             | 50                                                            | 28                                                            | +22                                                           | 49                                                            | 2.                                                            |                                                               |                                                               |
| 2011/12                      | I. B třída Zlínského kraje – sk. C      | 7      | 26                                                            | 21                                                            | 4                                                             | 1                                                             | 87                                                            | 27                                                            | +60                                                           | 67                                                            | 1.                                                            |                                                               |                                                               |
| 2012/13                      | I. A třída Zlínského kraje – sk. B      | 6      | 24                                                            | 12                                                            | 5                                                             | 7                                                             | 50                                                            | 38                                                            | +12                                                           | 41                                                            | 4.                                                            |                                                               |                                                               |
| 2013/14                      | I. A třída Zlínského kraje – sk. B      | 6      | 26                                                            | 10                                                            | 8                                                             | 8                                                             | 49                                                            | 38                                                            | +11                                                           | 38                                                            | 6.                                                            |                                                               |                                                               |
| 2014/15                      | I. A třída Zlínského kraje – sk. B      | 6      | 26                                                            | 12                                                            | 2 / 2                                                         | 10                                                            | 59                                                            | 46                                                            | +13                                                           | 42                                                            | 6.                                                            |                                                               |                                                               |
| 2015/16                      | I. A třída Zlínského kraje – sk. B      | 6      | 26                                                            | 10                                                            | 2 / 0                                                         | 14                                                            | 44                                                            | 53                                                            | −9                                                            | 34                                                            | 10.                                                           |                                                               |                                                               |
| 2016/17                      | I. A třída Zlínského kraje – sk. B      | 6      | 26                                                            | 12                                                            | 3 / 1                                                         | 10                                                            | 50                                                            | 46                                                            | +4                                                            | 43                                                            | 4.                                                            |                                                               |                                                               |
| 2017/18                      | I. A třída Zlínského kraje – sk. B      | 6      | 26                                                            | 10                                                            | 2 / 2                                                         | 12                                                            | 56                                                            | 51                                                            | +5                                                            | 36                                                            | 10.                                                           |                                                               |                                                               |
| 2018/19                      | I. A třída Zlínského kraje – sk. B      | 6      | 26                                                            | 13                                                            | 1 / 2                                                         | 10                                                            | 60                                                            | 61                                                            | −1                                                            | 43                                                            | 4.                                                            |                                                               |                                                               |
| 2019/20                      | I. A třída Zlínského kraje – sk. B      | 6      | 13                                                            | 6                                                             | 5                                                             | 2                                                             | 38                                                            | 22                                                            | +16                                                           | 28                                                            | 2.                                                            |                                                               |                                                               |
| 2020/21                      | I. A třída Zlínského kraje – sk. B      | 6      | 9                                                             | 5                                                             | 3                                                             | 1                                                             | 25                                                            | 12                                                            | +13                                                           | 20                                                            | 2.                                                            |                                                               |                                                               |
| 2021/22                      | I. A třída Zlínského kraje – sk. B      | 6      | 26                                                            | 16                                                            | 5                                                             | 5                                                             | 67                                                            | 36                                                            | +31                                                           | 53                                                            | 3.                                                            |                                                               |                                                               |
| 2022/23                      | I. A třída Zlínského kraje – sk. B      | 6      | 26                                                            | 11                                                            | 5                                                             | 10                                                            | 66                                                            | 58                                                            | +8                                                            | 38                                                            | 6.                                                            |                                                               |                                                               |
| 2023/24                      | I. A třída Zlínského kraje – sk. B      | 6      | 26                                                            | 13                                                            | 8                                                             | 5                                                             | 67                                                            | 43                                                            | +24                                                           | 47                                                            | 5.                                                            |                                                               |                                                               |
| 2024/25                      | I. A třída Zlínského kraje – sk. B      | 6      | 26                                                            | 14                                                            | 4                                                             | 8                                                             | 50                                                            | 33                                                            | +17                                                           | 46                                                            | 3.                                                            |                                                               |                                                               |

Poznámky:
- 2014/15: Od sezóny 2014/15 se hraje ve Zlínském kraji tímto způsobem: Pokud zápas skončí nerozhodně, kope se penaltový rozstřel. Jeho vítěz bere 2 body, poražený pak jeden bod. Za výhru po 90 minutách jsou 3 body, za prohru po 90 minutách není žádný bod.
- Sezona 2019/20 Odehráno jen 13 utkání, po polovině soutěž zrušena kvůli pandemii covidu-19.
- Sezona 2020/21 Odehráno jen 9 utkání, poté soutěž zrušena kvůli pandemii covidu-19.

## Nejvýznamnější odchovanci

### Ondřej Kúdela
Nejvýznamnějším a nejznámějším odchovancem Bojkovického fotbalu je Ondřej Kúdela, který prošel fotbalovou akademií 1. FC Slovácko a nyní obléká dres klubu FK Mladá Boleslav, který hraje Synot ligu

### Petr Mendl
Dalším odchovancem, který rovněž prošel fotbalovou akademii 1. FC Slovácko i AC Sparta Praha, je brankář Petr Mendl. Ten se po odchodu ze Slovácka prosadil v nyní divizním FC TVD Slavičín, s nímž se postaral o překvapení, kdy v roce 2010 postoupili přes prvoligový Baník Ostrava na penalty do třetího kola domácího poháru. Následně přešli přes MSK Břeclav a prohráli až v osmifinále s SK Hanácká Slavia Kroměříž. Nyní Petr Mendl svými výkony v bráně pomáhá Bojkovicím a v poslední sezóně dělá kapitána.

### Vojtěch a Vít Dolinovi
Dalšími odchovanci, kteří prošli mládežnickými týmy v Bojkovicích a následně akademií 1. FC Slovácko, jsou bratři Dolinovi. Starší Vojtěch Dolina (* 1990) se později prosadil v týmu FC TVD Slavičín a brněnské Bystrce, nyní obléká dres divizního týmu ČSK Uherský Brod. Mladší Vít Dolina (* 1993), který po odchodu z 1. FC Slovácko nastupoval v Bystrci, se v sezóně 2014/15 vrátil do Bojkovic pomáhat svému mateřskému klubu. Oba hráči upřednostnili studium vysoké školy na úkor fotbalové kariéry. Jistě by oba mohli hrát vyšší soutěže.

### Marek Kúdela
Dalším odchovancem, který navštěvoval akademii 1. FC Slovácko je Marek Kúdela (mladší bratr Ondřeje), který se však po dvou letech vrátil zpět do Bojkovic. Jeho talentu si však všimli trenéři divizního ČSK Uherský Brod, za který nyní pravidelně nastupuje v moravské divizi ve skupině D. Stejně jako bratři Dolinové upřednostnil akademickou kariéru před fotbalovou.

### Filip Urbánek
Dalším odchovancem, který pravidelně nastupuje v divizi je Filip Urbánek, další z rodiny Urbánků, kteří aktivně pomáhali Bojkovickému fotbalu již od počátku jeho vzniku jako hráči, trenéři, či organizační pracovníci. Filip Urbánek prošel akademií 1. FC Slovácko a na jaře 2015 hostoval v divizním týmu FC Elseremo Brumov, hrající moravskou divizi skupinu E. Filip Urbánek, taktéž jako většina zmíněných hráčů, upřednostnil akademickou kariéru před fotbalovou.

## SK Slovácká Viktoria Bojkovice „B“
SK Slovácká Viktoria Bojkovice „B“ je rezervním týmem Bojkovic, který byl obnoven před sezonou 2018/19. Svoje domácí utkání hraje v Pitíně.

### Umístění v jednotlivých sezonách
Stručný přehled
Zdroj:
- 2018– : Okresní soutěž Uherskohradišťska – sk. C

Jednotlivé ročníky
Zdroj:
Legenda: Z – zápasy, V – výhry, R – remízy, P – porážky, VG – vstřelené góly, OG – obdržené góly, +/− – rozdíl skóre, B – body, červené podbarvení – sestup, zelené podbarvení – postup, fialové podbarvení – reorganizace, změna skupiny či soutěže
| Česko (2018 – ) |                                          |        |    |    |   |   |    |    |     |    |        |
| Sezóny          | Liga                                     | Úroveň | Z  | V  | R | P | VG | OG | +/− | B  | Pozice |
| 2018/19         | Okresní soutěž Uherskohradišťska – sk. C | 9      | 22 | 10 | 6 | 6 | 62 | 58 | +4  | 36 | 5.     |
| 2019/20         | Okresní soutěž Uherskohradišťska – sk. C | 9      | 11 | 6  | 1 | 4 | 32 | 21 | +11 | 19 | 4.     |
| 2020/21         | Okresní soutěž Uherskohradišťska – sk. C | 9      | 8  | 6  | 2 | 0 | 30 | 13 | +17 | 20 | 2.     |
| 2021/22         | Okresní soutěž Uherskohradišťska – sk. C | 9      | 20 | 10 | 4 | 6 | 52 | 38 | +14 | 34 | 5.     |

Poznámky:
- Sezona 2019/20 Odehráno jen 11 utkání, po polovině soutěž zrušena kvůli pandemii covidu-19.
- Sezona 2020/21 Odehráno jen 8 utkání, poté soutěž zrušena kvůli pandemii covidu-19.